# 布拉亞 (奧蘭省)
布拉亞（阿拉伯语：‎），是阿爾及利亞的城鎮，位於該國西北部奧蘭省，由瓦迪特萊拉特區負責管轄，面積57平方公里，2009年人口6,292，人口密度每平方公里110人。